# Pet Shop Mundo Cão - A Ópera Infame
Pet Shop Mundo Cão - A Ópera Infame é o primeiro DVD do cantor e compositor maranhense Zeca Baleiro.
O DVD, lançado em 2004, foi gravado ao vivo no Directv Music Hall, nos dias 10 e 11 de Outubro de 2003.
O álbum fala sobre pessoas serem como cães num pet shop, uma vez que os mesmos são forçados a receber cuidados não solicitados. Neste DVD, Zeca Baleiro apresenta, pela primeira vez em sua voz, a divertida canção de sua autoria “Vou de Madureira” (gravada originalmente pelas Frenéticas no CD “Pra Salvar a Terra”, lançado em 2002). Além dela, há também novos registros para “A Prosa Impúrpura do Caicó” (de Chico César) e para “Juízo Final” (de Nélson Cavaquinho e Élcio Soares). 

## Faixas
01 O Hacker 

02 Eu Despedi o Meu Patrão 

03 Guru da Galera 

04 Vai de Madureira 

05 Babylon 

06 A Serpente (Outra Lenda) 

07 Um Filho e um Cachorro 

08 Fiz Esta Canção 

09 A Prosa Impúrpura do Caicó 

10 Mundo dos Negocios 

11 O Futuro / As Meninas dos Jardins 

12 Drumembêis 

13 Filho da Véia 

14 Minha Tribo Sou Eu 

15 Terra de Cego 

16 A Mídia / Heavy Metal Do Senhor 

17 Juízo Final 

18 Telegrama 

19 Piercing / Bom Convívio 

20 Mundo Cão / Coco Vira-Lata / Ossos do Ofício

## Extras
- Menu Interativo
- Seleção de Músicas
- Deixa a Fumaça Entrar
- Bicho de Sete Cabeças II
- Pagode Russo
- Entrevista
- Fãs e Camarim

## Créditos Musicais
- Zeca Baleiro - violão, guitarra e safona 8 baixos

Banda Semiótica
- Érico Theobaldo - toca-discos, sampler, bateria eletrônica e baixo
- Fernando Nunes - Baixo, Violão e Vocal
- Sacha Amback - Teclados, Sampler e Vocal
- Simone Soul - Bateria, Sampler, Percussão e Vocal

Músico Convidado
- Rogério Delayon - Cavaquinho e Guitarra

Participações Especiais
- As Gatas - Dinorah, Nara, Zélia e Zenilda
- Z'África Brasil - MC Gaspar, Funk Buia, Pitchô, Fernandinho Beat Box e DJ Tano
- Humberto de Maracanã - Voz em off em "O futuro"